# 伊利福
伊利福（法語：Illifaut，法語發音：[ilifo]）是法国阿摩尔滨海省的一个市镇，位于该省东部，属于迪南区。

## 地理
伊利福（48°8'46"N, 2°20'54"W）面积26.71 平方千米，位于法国布列塔尼大區阿摩尔滨海省，该省份为法国西北部沿海省份，位于布列塔尼半岛北部，北濒大西洋英吉利海峡，西接菲尼斯泰尔省，南至莫尔比昂省，东临伊勒-维莱讷省。
与伊利福接壤的市镇（或旧市镇、城区）包括：莫龙、梅内阿克、布里尼亚克、圣布里厄德莫龙、默河畔洛斯库埃特、特雷莫雷勒、加埃勒、梅尔德里尼亚克。

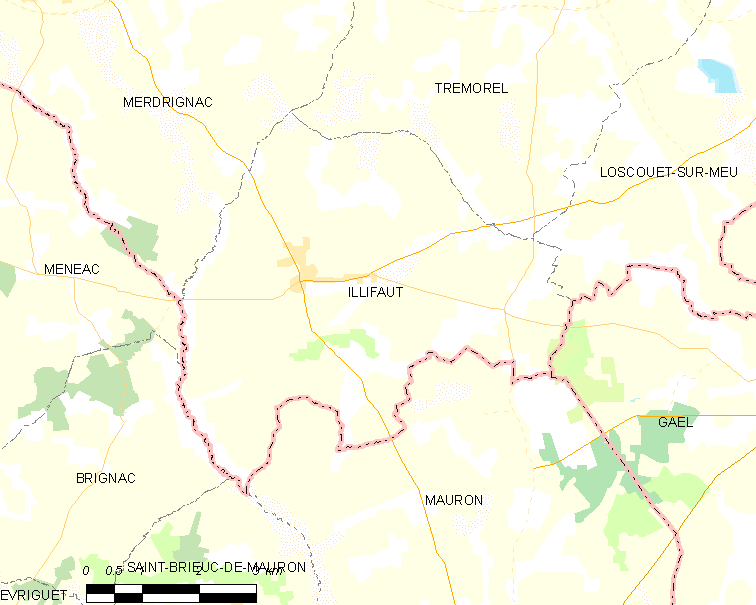
伊利福的OSM定位图

伊利福的时区为UTC+01:00、UTC+02:00（夏令时）。

## 行政
伊利福的邮政编码为22230，INSEE市镇编码为22083。

## 政治
伊利福所属的省级选区为布龙县。

## 人口

1962-2008年间伊利福人口变化图示

伊利福于2022年1月1日时的人口数量为688人。